# Jon Pult (Romanist)
Jon Pult (* 3. August 1911 in St. Gallen; † 31. Oktober 1991 in Sent) war ein Romanist und Sprach- und Kulturpolitiker im Engagement für die Rumantschia im Kanton Graubünden. Er publizierte überwiegend in Vallader.

## Leben
Pult war der Sohn des Chasper Pult und der Lola, geborene Küng. Aufgewachsen in Sent im Unterengadin, studierte er Romanistik in Zürich, Genf und Paris, schloss mit dem Lehrdiplom ab und promovierte 1947 mit einer Arbeit über „Die Bezeichnung für Gletscher und Lawine in den Alpen“.
Pult unterrichtete am Lyceum Alpinum Zuoz, an der Evangelischen Lehranstalt Samedan (der heutigen Academia Engiadina), an der Bündner Kantonsschule und am Churer Lehrerseminar, dem Vorläufer der Pädagogischen Hochschule Graubünden.
Pult arbeitete 30 Jahre lang als einer der Gründer bei Radio e Televisiun Rumantscha. Er präsidierte auch die Uniun dals Grischs, die Sprachvereinigung der ladinischsprachigen Talschaften. Der Lia Rumantscha diente er als Sekretär.
Umfangreiche Briefkorrespondenzen pflegte er u. a. mit Cla Biert, Luisa Famos und Tista Murk.

## Werke (Auswahl)

### Schriften
- Die Bezeichnungen für Gletscher und Lawine in den Alpen. Engadin Press, Samedan; St. Moritz 1947 (Diss. Phil. I. Univ. Zürich 1946).
- Lebendiges und gefährdetes Rätoromanentum. 10 Jahre Radio-Chronik aus Romanischbünden. 1944-1954. Stamparia engiadinaisa, Samedan 1955.
- Societad Retorumantscha (Hg.): Jon Pult – Pleds e scrits = Reden und Schriften. Chur 2011. (Romanica Raetica; 20) (Digitalisat in E-Periodica).

### Radio
- Schweizer Radio: Interview mit Dr. Jon Pult über die Eingabe der Rätoromanen an den Bundesrat, 3. Dezember 1947 (12 Min 20).